# Virgem da Árvore Seca
Virgem da Árvore Seca é uma pequena pintura a óleo sobre madeira do pintor flamengo Petrus Christus, datada de c. 1462-5, com uma dimensão de 17,4 cm × 12,4 cm. Descoberta no início do século XX numa colecção belga, foi atribuída a Christus por Grete Ring em 1919. Encontra-se exposta no e Museu Thyssen-Bornemisza, em Madrid.
A pintura, inovadora e dramática para a altura, mostra a Virgem Maria a segurar no Menino Jesus em cima de uma árvore morta desencarnada, rodeada pelas urzes de uma coroa de espinhos. O seu significado será a mensagem da Redenção através da referência à árvore seca do Livro de Ezequiel.